# 呂代豪
呂代豪（1954年—），生于臺灣新竹，籍貫中國湖北，曾是江湖人物，綽號「白鳥」，曾擔任竹聯幫總堂護法，也是前竹聯精神領袖陳啟禮的結拜義弟與親信，在服刑出獄後，成為一名基督教牧師。
呂代豪伯父呂國禎是一名將領，於第三次長沙會戰擔任砲兵指揮官，父親是軍官，擔任團長。母親是洪門大姊。1969年考入陸軍官校高中預備班，後因連續恐嚇、霸凌同學，素行不良，轉入臺北市東山高中；1972年因参与械鬥遭通缉，18歲時犯下1死15傷、震驚社會的「政大涼亭血案」，入獄服刑六年，呂代豪從18歲到26歲、臺灣38個監獄他就待過14個監獄，1976那年，年僅23歲的呂代豪與另一名受刑人翻牆越獄，逃出岩灣監獄，靠著樹木漂流於海上、上岸後翻過中央山脈逃亡成功，購買M21狙擊槍開始四處犯案，搶賭場、應召站甚至軍火老大，越獄8個月後才被密報，再度鋃鐺入獄。
呂代豪由於有軍校背景，會許多武術，也擅長用槍射擊，而後他在獄中苦練英文、日語，1979年获释，離開黑道，在基督教励友中心工作，之後成為牧師，並留學美國、中國大陸，取得了美國北德州大學教育學學士、美國達拉斯神學院神學碩士、美國加州國際神學研究院教育學博士、北京大學哲學博士。